# پایگاه هوایی کوتاکولی
پایگاه هوایی کوتاکولی (به انگلیسی: Kotakoli Air Base) یک فرودگاه نظامی است که یک باند فرود خاک رس دارد و طول باند آن ۲۰۲۰ متر است. این فرودگاه در کشور جمهوری دموکراتیک کنگو قرار دارد و در ارتفاع ۵۴۹ متری از سطح دریا واقع شده است.